# Sigmund Riefler

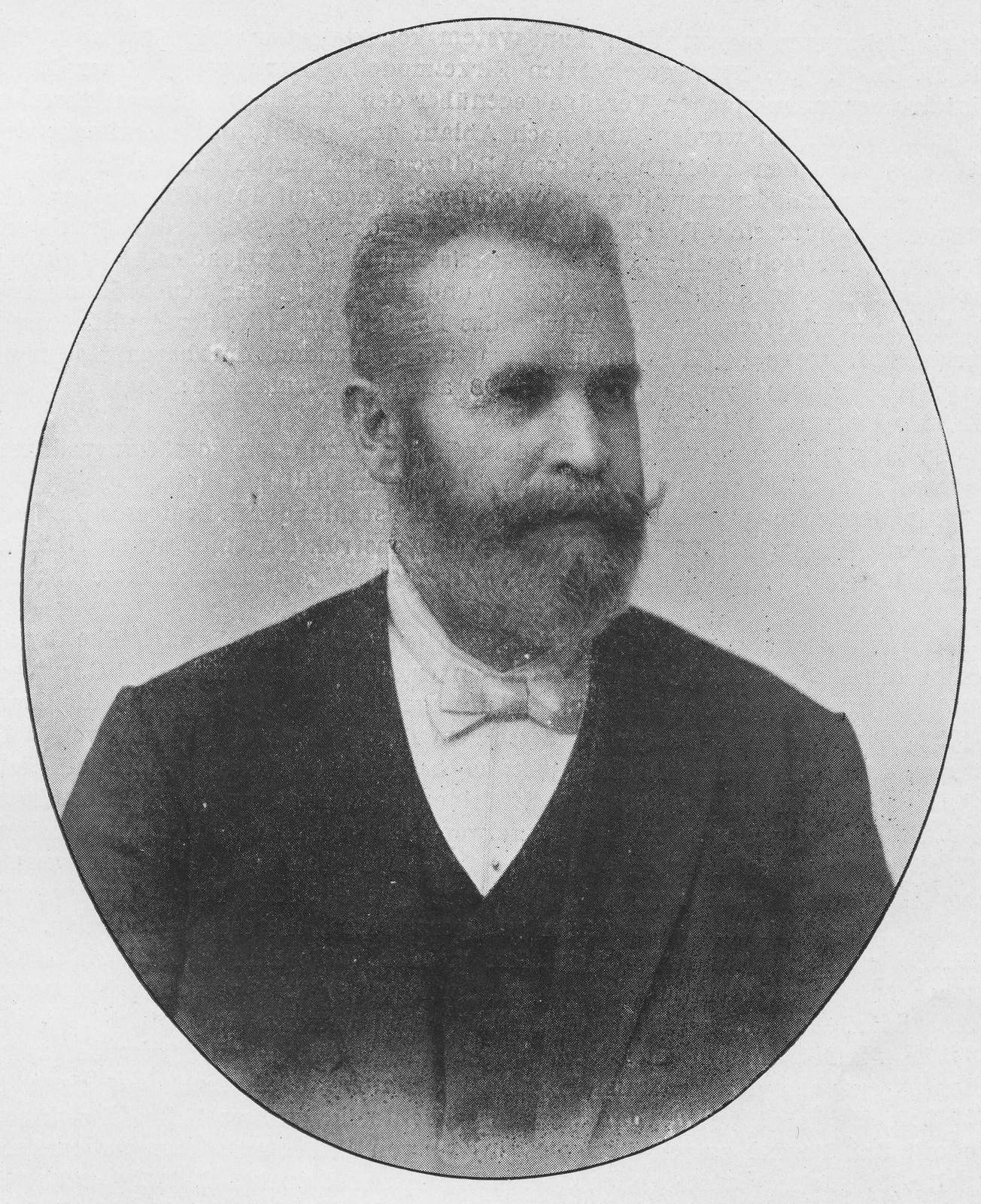
Sigmund Riefler

Unterschrift

Sigmund Riefler (* 9. August 1847 in Maria-Rain; † 21. Oktober 1912 in München) war ein deutscher Physiker, Erfinder und Präzisionsuhrmacher.

## Leben
Sigmund Riefler wurde am 9. August 1847 in Maria-Rain als Sohn des Reißzeug- und Pendeluhren-Fabrikanten Clemens Riefler geboren. Er besuchte die Gewerbeschule in Kaufbeuren und bildete sich im väterlichen Betrieb praktisch als Mechaniker aus.
In den Jahren 1865–1870 studierte er an der Technischen Hochschule in München Mathematik, Geodäsie und Maschinenbau und an der Universität München Physik und Astronomie.
Danach war er als Ingenieur bei der Königlich Preußischen Landesvermessung in Schleswig tätig.
1876 nach dem Tode seines Vaters übernahm er mit zwei Brüdern (Adolf und Theodor) die Weiterführung der Firma Clemens Riefler. Sigmund arbeitete dabei hauptsächlich an Neuentwicklungen auf dem Gebiet der Zirkel und Präzisionspendeluhren, während seine Brüder sich die technische und kaufmännische Leitung der Firma in Maria-Rain teilten.
1878 ließ er sich in München nieder, um mit den dortigen wissenschaftlichen Instituten in Kontakt zu sein. Nach verschiedenen weiteren Neukonstruktionen auf dem Gebiet Zeicheninstrumente wandte er sich gegen Ende der 1880er Jahre der Präzisionsuhrmacherei zu, was u. a. zur Entwicklung des Riefler-Pendels, der Federkraft- und der Schwerkrafthemmung führte. Die Präzisionspendeluhr von Riefler hat eine Ganggenauigkeit von  ±4×10−4 s/Tag oder etwa einer siebtel Sekunde im Jahr und ist damit bis heute die präziseste mechanische Uhr. Es wurden insgesamt 635 dieser Uhren hergestellt, die weltweit, darunter in über 150 Sternwarten, im Einsatz waren. Ihre Produktion wurde jedoch 1965 mit Einführung der Atomuhren eingestellt.
Er starb in München am 21. Oktober 1912 im Alter von 65 Jahren. Sein Grab befindet sich auf dem Alten Nördlichen Friedhof in München.

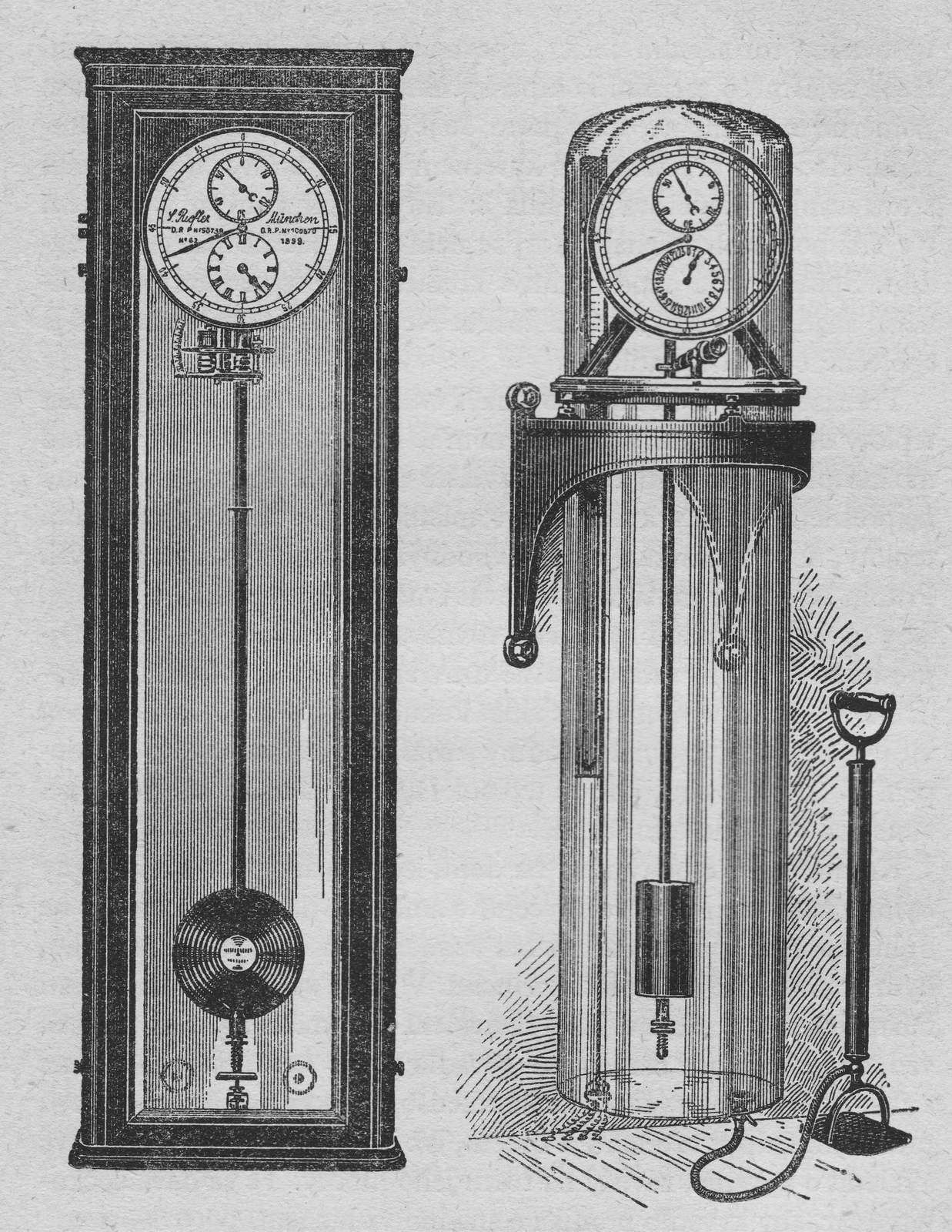
Präzisionspendeluhren von Riefler
Links: „Type A“ mit Luftdruckkompensation
Rechts: „Type D“ im Glaszylinder

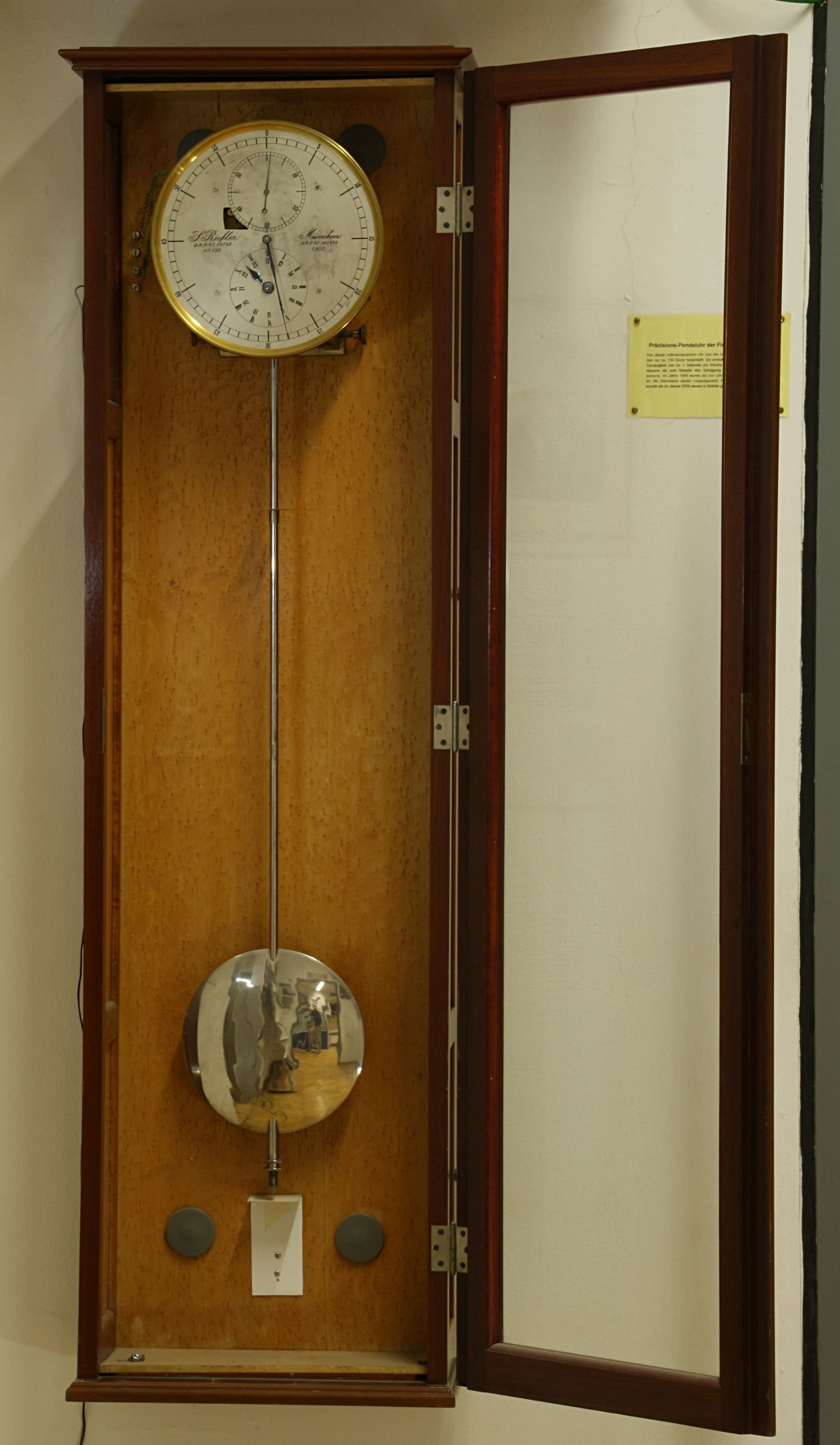
Riefler Präzisionspendeluhr aus dem Jahr 1905, ausgestellt in der Volkssternwarte Regensburg

## Auszeichnungen
- 1894 John-Scott-Medaille des Franklin Institute in Philadelphia/USA
- 1897 Ehrendoktorwürde (Dr. phil. h. c.) von der Philosophischen Fakultät der Universität München.
- 1899 Sigmund und beide Brüder erhalten das Ehrenbürgerrecht des Marktes Nesselwang (seit 1879 neuer Standort der Firma)
- 1900 Goldene Delbrück-Denkmünze des Vereins zur Förderung des Gewerbefleißes in Preußen.
- 1905 Kommerzienrat-Titel

## Patente
- 1889 DRP Nr. 50739  Doppelradhemmung für Chronometer mit vollkommen freier Unruhe und für Pendeluhren mit freiem Pendel.
- 1891 DRP Nr. 60059  Quecksilber-Kompensationspendel.
- 1897 DRP Nr. 100870 Pendel mit Nickelstahlstange und mehreren zusammenwirkenden Compensationsröhren.
- 1903 DRP Nr. 151710 Elektrische Aufziehvorrichtung für Uhren mit einem treibenden Gewichtshebel und einem Elektromagneten zum Heben desselben.
- 1913 DRP Nr. 272119 Schwerkrafthemmung mit zwei Antriebshebeln.